# Film argentini proposti per l'Oscar al miglior film straniero
Nel corso degli anni, alcuni film argentini sono stati candidati al Premio Oscar nella categoria miglior film straniero.
L'Argentina ha vinto in totale 2 statuette e ha avuto 4 nomination.
| Anno | Film                                                      | Regia                        | Risultato     |
| ---- | --------------------------------------------------------- | ---------------------------- | ------------- |
| 1962 | Piel de verano                                            | Leopoldo Torre Nilsson       | Non candidato |
| 1963 | Los jóvenes viejos                                        | Rodolfo Kuhn                 | Non candidato |
| 1966 | Pajarito Gómez                                            | Rodolfo Kuhn                 | Non candidato |
| 1975 | La tregua                                                 | Sergio Renán                 | Candidato     |
| 1976 | Nazareno Cruz y el lobo                                   | Leonardo Favio               | Non candidato |
| 1977 | Los muchachos de antes no usaban arsénico                 | José A. Martínez Suárez      | Non candidato |
| 1978 | ¿Qué es el otoño?                                         | David José Kohon             | Non candidato |
| 1980 | La isla                                                   | Alejandro Doria              | Non candidato |
| 1982 | El hombre del subsuelo                                    | Nicolás Sarquís              | Non candidato |
| 1983 | Últimos días de la víctima                                | Adolfo Aristarain            | Non candidato |
| 1985 | Camilla - Un amore proibito (Camila)                      | María Luisa Bemberg          | Candidato     |
| 1986 | La storia ufficiale (La historia oficial)                 | Luis Puenzo                  | Vincitore     |
| 1987 | Tangos - L'esilio di Gardel (Tangos, el exilio de Gardel) | Fernando Solanas             | Non candidato |
| 1988 | Hombre mirando al sudeste                                 | Eliseo Subiela               | Non candidato |
| 1989 | La deuda interna                                          | Miguel Pereira               | Non candidato |
| 1990 | La amiga                                                  | Jeanine Meerapfel            | Non candidato |
| 1991 | Yo, la peor de todas                                      | María Luisa Bemberg          | Non candidato |
| 1992 | Las tumbas                                                | Javier Torre                 | Non candidato |
| 1993 | El lado oscuro del corazón                                | Eliseo Subiela               | Non candidato |
| 1994 | Gatica, el Mono                                           | Leonardo Favio               | Non candidato |
| 1995 | Un'ombra ben presto sarai (Una sombra ya pronto serás)    | Héctor Olivera               | Non candidato |
| 1996 | Cavalli selvaggi (Caballos salvajes)                      | Marcelo Piñeyro              | Non candidato |
| 1997 | La vera storia di Eva Peron (Eva Perón)                   | Juan Carlos Desanzo          | Non candidato |
| 1998 | Cenizas del paraíso                                       | Marcelo Piñeyro              | Non candidato |
| 1999 | Tango (Tango, no me dejes nunca)                          | Carlos Saura                 | Candidato     |
| 2000 | Manuelita                                                 | Manuel García Ferré          | Non candidato |
| 2001 | Felicidades                                               | Lucho Bender                 | Non candidato |
| 2002 | Il figlio della sposa (El hijo de la novia)               | Juan José Campanella         | Candidato     |
| 2003 | Kamchatka                                                 | Marcelo Piñeyro              | Non candidato |
| 2004 | Valentin (Valentín)                                       | Alejandro Agresti            | Non candidato |
| 2005 | El abrazo partido - L'abbraccio perduto                   | Daniel Burman                | Non candidato |
| 2006 | El aura                                                   | Fabián Bielinsky             | Non candidato |
| 2007 | Derecho de familia                                        | Daniel Burman                | Non candidato |
| 2008 | XXY                                                       | Lucía Puenzo                 | Non candidato |
| 2009 | Leonera                                                   | Pablo Trapero                | Non candidato |
| 2010 | Il segreto dei suoi occhi (El secreto de sus ojos)        | Juan José Campanella         | Vincitore     |
| 2011 | Carancho                                                  | Pablo Trapero                | Non candidato |
| 2012 | Aballay, el hombre sin miedo                              | Fernando Spiner              | Non candidato |
| 2013 | Infanzia clandestina (Infancia clandestina)               | Benjamín Ávila               | Non candidato |
| 2014 | The German Doctor (Wakolda)                               | Lucía Puenzo                 | Non candidato |
| 2015 | Storie pazzesche (Relatos salvajes)                       | Damián Szifrón               | Candidato     |
| 2016 | Il clan (El clan)                                         | Pablo Trapero                | Non candidato |
| 2017 | Il cittadino illustre (El ciudadano ilustre)              | Mariano Cohn e Gastón Duprat | Non candidato |
| 2018 | Zama                                                      | Lucrecia Martel              | Non candidato |
| 2019 | L'angelo del crimine (El ángel)                           | Luis Ortega                  | Non candidato |
| 2020 | Criminali come noi (La odisea de los giles)               | Sebastián Borensztein        | Non candidato |
| 2021 | Los sonámbulos                                            | Paula Hernández              | Non candidato |
| 2022 | El prófugo                                                | Natalia Meta                 | Non candidato |
| 2023 | Argentina, 1985                                           | Santiago Mitre               | Candidato     |
| 2024 | I delinquenti (Los delincuentes)                          | Rodrigo Moreno               | Non candidato |
| 2025 | El jockey                                                 | Luis Ortega                  | Non candidato |

| Non candidato | Il film è stato proposto dall'Argentina, ma non è stato candidato dall'Academy of Motion Picture Arts and Sciences. |
| Short-list    | Il film è entrato nella "short-list" stilata a gennaio dei nove candidati per l'Oscar al miglior film straniero.    |
| Candidato     | Il film è entrato a far parte dei cinque candidati per l'Oscar al miglior film straniero.                           |
| Vincitore     | Il film ha vinto l'Oscar al miglior film straniero.                                                                 |